# Lipsothrix remota
Lipsothrix remota là một loài ruồi trong họ Limoniidae. Chúng phân bố ở miền Cổ bắc.